# Eugenia marlierioides
Eugenia marlierioides är en myrtenväxtart som beskrevs av Henry Hurd Rusby. Eugenia marlierioides ingår i släktet Eugenia och familjen myrtenväxter. Inga underarter finns listade i Catalogue of Life.